# Ani Kavafian
Ani Kavafian (Armeno: Անի Քավաֆյան; Istanbul, 10 maggio 1948) è una docente e violinista statunitense classica. È professoressa di violino alla Yale School of Music.

## Biografia

### Primi anni e formazione
Ani Kavafian nacque a Istanbul da genitori di discendenza armena. Nel 1956 si trasferì con la famiglia e la sorella Ida Kavafian a Detroit, quando iniziò a suonare il piano. Cominciò a suonare il violino all'età di nove anni, studiando con Ara Zerounian e Mischa Mischakoff. Studiò alla Juilliard dal 1966 con Ivan Galamian e Sally Thomas.
Debuttò alla Carnegie Hall nel 1969 e a Parigi nel 1973, nello stesso anno vinse le Audizioni Internazionali dei Young Concert Artists. Anche sua sorella, Ida Kavafian, studiò alla Juilliard e le due hanno suonato spesso in concerto insieme nel corso della loro carriera. Ani fece un tour negli anni '70 ed insegnò alla Manhattan School of Music e al Mannes College of Music negli anni '80. Divenne membro della Chamber Music Society of Lincoln Center nel 1979 e sposò l'artista Bernard Mindich. Ha anche insegnato e suonato al Sarasota Music Festival.

### Repertorio
Il repertorio di Kavafian è basato sui concerti di Mozart, Brahms e Mendelssohn, ma è anche famosa per le sue interpretazioni di opere del XX secolo di Samuel Barber, Béla Bartók, Dmitrij Šostakovič, Erich Korngold, Aram Chačaturjan, Arno Babadžanjan, Henri Lazarof e Tod Machover.
Suona uno Stradivari del 1736.